# Przełącznik wielowarstwowy
Przełącznik wielowarstwowy (ang. multilayer switch) – urządzenie sieciowe łączące segmenty sieci komputerowej pracujące w wielu warstwach modelu OSI (przede wszystkim powyżej drugiej: łącza danych), jego zadaniem jest przekazywanie ramek między segmentami w sposób jeszcze skuteczniejszy niż zwykły przełącznik.

## Przełącznik warstwy 3
Przełącznik trzeciej warstwy (przełącznik „rutujący”; ang. switch layer 3, routing switch, core) – urządzenie sieciowe podobne w działaniu do routera, w którym trasowanie odbywa się na podstawie danych z trzeciej warstwy modelu OSI. Do wyznaczania trasy używany jest pierwszy pakiet z danego przepływu (ang. flow), a reszta pakietów z danego przepływu przełączana jest już w warstwie 2. W związku z tym przełącznik warstwy trzeciej nie ma pełnej funkcjonalności routera. Ograniczenia dotyczą m.in. translacji adresów (NAT), implementacji mechanizmów bezpieczeństwa czy niestandardowych protokołów. Ponieważ zwykle pakiety komutowane są nie przy użyciu mikroprocesora (jak w przypadku), lecz za pomocą układu cyfrowego ASIC, to przełącznik warstwy trzeciej jest zazwyczaj szybszy w działaniu, ale i droższy niż standardowy router.

## Przełącznik warstw 4-7
Przełącznik warstw 4-7 (przełącznik zawartości a. aplikacji; ang. layer 4-7 switch, web-switch, content-switch) – urządzenie sieciowe pracujące w warstwach 4 do 7 modelu OSI. Przełączniki te używane są zazwyczaj do rozkładania ruchu (ang. load balancing). Mogą rozkładać ruch typu HTTP, HTTPS, VPN lub inny pochodzący od aplikacji wykorzystującej TCP/IP. Rozkładanie ruchu na podstawie danych z wyższych warstw modelu OSI wymaga zastosowania translacji adresów NAT. Niektóre z przełączników warstw 4-7 mogą dokonywać translacji adresów z dużą prędkością (liczoną jako suma prędkości wszystkich interfejsów przełącznika – ang. wire speed). Inne cechują się obsługą operacji kryptograficznych i stosowane są, aby odciążyć serwery obsługujące zaszyfrowany ruch.